# Javier Marías
Javier Marías Franco (Madrid, 20 settembre 1951 – Madrid, 11 settembre 2022) è stato uno scrittore, traduttore, giornalista e saggista spagnolo.
Tradotto in tutto il mondo e vincitore dei più importanti premi letterari, tra i quali il premio internazionale di letteratura IMPAC, il Nelly Sachs, il Premio Internazionale Bottari Lattes Grinzane, ha vinto con Domani nella battaglia pensa a me il premio Rómulo Gallegos e il Prix Femina Etranger. Nel 2011 ha ricevuto inoltre il Premio Nonino.

## Biografia
Marías nacque a Madrid il 20 settembre del 1951, quartogenito dei cinque figli di Julián Marías Aguilera (1914-2005), un filosofo, accademico e critico letterario originario di Valladolid (nella Castiglia e León), membro della Real Academia Española e discepolo prediletto del filosofo José Ortega y Gasset, e della madrilena Dolores Franco Manera, sorella del cineasta Jesús Franco (1930-2013). Grazie allo zio, Marías inizia a lavorare mentre è ancora studente nel mondo del cinema, facendo la comparsa in qualche suo film e traducendogli i copioni.
Laureatosi in Filologia inglese presso l'Università Complutense di Madrid, per due anni insegna Letteratura spagnola presso l'Università di Oxford e tiene corsi di letteratura e traduzione nel Wellesley College, nel Massachusetts. In seguito, diviene professore di Teoria e traduzione presso l'Università Complutense di Madrid. Esordisce come scrittore precocemente, pubblicando nel 1971, a soli 19 anni, Los dominos del lobo, romanzo accolto positivamente da Juan Benet. Marías viene presto riconosciuto come il precursore di una narrativa che, prescindendo dal realismo, propone motivi nuovi e creativi. Nel 1972 pubblica Travesía del horizonte che ottiene una ottima critica e serve a situarlo sulla linea dei più inquieti giovani scrittori.
Nel 1979 pubblica El monarca del tiempo, opera eterogenea composta da tre racconti, un saggio e una pièce teatrale collegati dal tema del tempo. A essa seguono El siglo (1983) e El hombre sentimental, con il quale ottiene nel 1986 il Premio Herralde per la narrativa. Come traduttore inizia a destreggiarsi sulla versione El brazo marchito (The Withered Arm di Thomas Hardy) e La vida y opiniones del caballero Tristram Shandy (The Life and Opinions of Tristram Shandy, Gentleman di Laurence Sterne), per il quale il Ministero della Cultura gli assegna nel 1980 il Premio Nacional de Traducción Fray Luis de León. Javier Marías ha tradotto molti importanti autori anglosassoni, tra i quali Thomas Hardy, Joseph Conrad, Laurence Sterne, Yeats, Stevenson e Isak Dinesen.
Nel 1989 presenta a Madrid il suo romanzo intitolato Tutte le anime (Todas las almas), basato sull'esperienza vissuta durante la sua permanenza all'università di Oxford vincendo il Premio per la Città di Barcellona e viene eletto finalista al Premio Medicis per il migliore romanzo straniero pubblicato in Francia con il titolo Le roman d'Oxford. Nel 1996 questo romanzo servirà alla cineasta Gracia Querejeta, come base per la realizzazione del lungometraggio L'ultimo viaggio di Robert Rylands. Javier Marías diventa così uno dei più grandi nuovi valori della narrativa spagnola. Nel 1990 pubblica l'opera Mientras ellas duermen, una raccolta di racconti elaborati tra il 1975 e il 1990.
Ad essa segue Un cuore così bianco (Corazón tan blanco) del 1992, romanzo nel quale l'autore coniuga il discorso narrativo con quello riflessivo, proponendo un'affascinante indagine psicologica sulla convenienza del segreto all'interno delle più strette relazioni familiari. Per questo romanzo, il 3 aprile del 1993 Javier Marías viene insignito del Premio della Crítica della Narrativa in Lingua Castellana, che annualmente concede la Asociación Española de Críticos Literarios. Con il romanzo Corazón tan blanco, che viene definito "obra maestra" dall'eminente critico di letteratura tedesca Marcel Reich-Ranicki, lo scrittore è finalista al Premio Nacional de Narrativa 1993 e selezionato, nell'ottobre dello stesso anno, per il Premio Aristeión 1993 della letteratura europea.

Nel 1994 pubblica il romanzo Domani nella battaglia pensa a me (Mañana en la batalla piensa en mí), che nel 1995 gli vale il Premio Fastenrath della Reale Accademia della lingua. Nel giugno 1995 Javier Marías pubblica La vita del fantasma (Vida del fantasma), una raccolta di alcuni dei suoi articoli pubblicati sulla rivista El País; il 26 luglio ottiene il Premio internazionale del Romanzo Rómulo Gallegos per Domani nella battaglia pensa a me. Nel 1996, sempre per Domani nella battaglia pensa a me, è finalista al Premio Aristeión dell'Unione europea; nel mese di settembre viene selezionato per il Premio Medicis e, nel mese di novembre, riceve a Parigi il Premio Femina per il migliore romanzo straniero.
Nel 1996 pubblica Quando fui mortale (Cuando fui mortal), una raccolta di relazioni scritte tra il 1991 e il 1995; nel medesimo anno presenta L'uomo che sembrava non chiedere niente (El hombre que parecía no querer nada), una antologia di suoi testi realizzata dalla professoressa dell'Università di Venezia, Elide Pittarello. Nel 1997 il suo romanzo Un cuore così bianco vince a Dublino il Premio Internazionale della Letteratura IMPAC. Alla fine dello stesso anno presenta il suo libro Miramientos, e in seguito pubblica Negra espalda del tiempo.
Nel 1998, per la densità del contenuto e la sua originalità narrativa, Domani nella battaglia pensa a me riceve il Premio letterario internazionale Mondello città di Palermo come la migliore opera narrativa straniera. Nel 1999 Marías presenta a Madrid Desde que te vi morir, un libro dedicato a Vladimir Nabokov nell'anno del suo centenario, e Seré amado cuando falte, una raccolta di articoli pubblicati negli ultimi anni. Nel 2000 lo scrittore riceve il Premio Internazionale Ennio Flaiano per il romanzo L'uomo sentimentale (El hombre sentimental), pubblicato in Italia nel 1999. Risale al 1992 Vite scritte (Vidas escritas) una raccolta di brevi biografie tradotte e pubblicate da Einaudi nel 2004.
Nel 2008 vince il Premio Internazionale Città di Alassio, che gli viene consegnato il 10 maggio durante la Fiera Internazionale del Libro di Torino. Nello stesso periodo l'editore Passigli pubblica la sua raccolta di scritti giornalistici Faranno di me un criminale, e Elide Pittarello, studiosa di letteratura spagnola e amica personale dello scrittore, pubblica due lunghe interviste.
In occasione dell'edizione economica del terzo volume di Il tuo volto domani (Tu rostro mañana, 2008), Marías ha aggiunto al volume un'appendice di tre ritratti come fossero scritti da tre personaggi del libro (il cui mestiere è appunto creare schede su personaggi per un'agenzia di spionaggio). Con una piccola introduzione che ne spiega l'origine, sono stati stampati da Einaudi in Interpreti di vita (collana "L'arcipelago" n. 185, 2011). Essi riguardano Silvio Berlusconi, Michael Caine e Lady Diana. Nel 2011 gli è stato conferito il Premio Nonino; nello stesso anno ha pubblicato il romanzo Gli innamoramenti (Los enamoramientos), con il quale ha poi vinto la undicesima edizione (2014) del premio letterario internazionale Giuseppe Tomasi di Lampedusa (la premiazione è avvenuta il 5 agosto 2014 a Santa Margherita di Belìce).
Javier Marías è morto nel 2022, a settant'anni, per complicazioni da Covid-19.

## Opere

### Romanzi
- I territori del lupo (Los dominios del lobo, 1971), trad. di Maria Nicola, Torino, Collana L'Arcipelago, Einaudi, 2013, ISBN 978-88-06-20083-1.
- Traversare l'orizzonte (Travesía del horizonte, 1973), trad. di Glauco Felici, Torino, Einaudi, 2005, ISBN 88-06-16854-1.
- El monarca del tiempo (1978)
- Il secolo (El siglo, 1983), trad. di Maria Nicola, Collana L'Arcipelago, Torino, Einaudi, 2013, ISBN 978-88-06-20081-7.
- L'uomo sentimentale (El hombre sentimental, 1986), trad. di Glauco Felici, Torino, Einaudi, 2000, ISBN 88-06-14706-4, ISBN 88-06-15891-0, ISBN 978-88-06-18449-0.
- Tutte le anime (Todas las almas, 1989), trad. di Glauco Felici, Torino, Einaudi, 1999, ISBN 88-06-14707-2, ISBN 88-06-16190-3, ISBN 88-06-17958-6, ISBN 978-88-06-17958-8; in Trilogia sentimentale, Einaudi, 2010, ISBN 978-88-06-20183-8.
- Un cuore così bianco (Corazón tan blanco, 1992), trad. di Bianca Lazzaro, Roma, Donzelli, 1996, ISBN 88-7989-245-2; trad. di Paola Tomasinelli, Torino, Einaudi, 1999, ISBN 88-06-15206-8, ISBN 88-06-17308-1; in Trilogia sentimentale, Einaudi, 2010, ISBN 978-88-06-20183-8.
- Domani nella battaglia pensa a me (Mañana en la batalla piensa en mí, 1994), trad. di Glauco Felici, Torino, Einaudi, 1998, ISBN 88-06-15400-1, ISBN 88-06-14510-X, ISBN 88-06-17310-3, ISBN 978-88-06-17310-4; in Trilogia sentimentale, Einaudi, 2010, ISBN 978-88-06-20183-8.
- Nera schiena del tempo (Negra espalda del tiempo, 1998), trad. di Glauco Felici, Torino, Einaudi, 2000, ISBN 88-06-15125-8, ISBN 88-06-16799-5.
- La trilogia Il tuo volto domani (Tu rostro mañana, 2002-2007), trad. Glauco Felici, Torino, Einaudi.
  - 1: 1. Febbre e lancia (Fiebre y lanza, 2002), Torino, Einaudi, 2003, ISBN 88-06-16573-9, ISBN 88-06-17663-3.
  - 2: 2. Ballo e sogno (Baile y sueño, 2004), Torino, Einaudi, 2007, ISBN 978-88-06-17856-7.
  - 3: 3. Veleno e ombra e addio (Veneno y sombra y adiós, 2007), Torino, Einaudi, 2010, ISBN 978-88-06-19413-0.
- Gli innamoramenti (Los enamoramientos, 2011), trad. di Glauco Felici, Torino, Einaudi, 2012, ISBN 978-88-06-21044-1.
- Così ha inizio il male (Así empieza lo malo, 2014), trad. di Maria Nicola, Torino, Einaudi, 2015, ISBN 978-88-06-22604-6.
- Berta Isla (Berta Isla, 2017), traduzione di Maria Nicola, Collana Supercoralli, Torino, Einaudi, 2018, ISBN 978-88-0623-743-1.
- Tomás Nevinson (Tomás Nevinson, 2022), trad. di Maria Nicola, Collana Supercoralli, Torino, Einaudi, 2022, ISBN 978-88-062-5089-8.

### Racconti
- La canción de Lord Rendall, in Cuentos únicos, 1989, 2004 (a cura di)[7], con lo pseudonimo di James Denham.
- Mentre le donne dormono (Mientras ellas duermen, 1990; nuova ed., 2000), trad. di Valerio Nardoni, Torino, Einaudi, 2014, ISBN 978-88-06-20082-4.
- Quand'ero mortale (Cuando fui mortal, 1996), trad. di Glauco Felici, Torino, Einaudi, 2001, ISBN 88-06-16029-X, ISBN 88-06-16462-7, ISBN 978-88-06-18924-2.
- Malanimo (Mala índole, 1998), trad. di Paola Tomasinelli, Torino, Einaudi, 2001, ISBN 88-06-15684-5.
- Mala índole. Cuentos aceptados y aceptables, Alfaguara, 2012.
- Tutti i racconti, traduzione di Glauco Felici, Valerio Nardoni, Maria Nicola e Paola Tomasinelli, Collana Supercoralli, Torino, Einaudi, 2020, ISBN 978-88-062-4628-0.

### Saggi
- Vite scritte (Vidas escritas, 1992), trad. di Glauco Felici, Collana Saggi n.861, Torino, Einaudi, 2004, ISBN 88-06-17045-7; Collana Frontiere, Einaudi, 2019, ISBN 978-88-062-4317-3.
- El hombre que parecía no querer nada (1996)
- Sguardi (Miramientos, 1997), trad. di Valerio Nardoni, Bagno a Ripoli, Passigli, 2010.
- Faulkner y Nabokov: dos maestros (2009)
  - Si yo amaneciera otra vez de William Faulkner (1997)
  - Desde que te vi morir de Vladimir Nabokov (1999)
- Interpreti di vite (Los intérpretes de vidas, in Appendice all'ed. economica di Veneno y sombra y adiós, 2008), trad. di Glauco Felici, Collana L'Arcipelago, Torino, Einaudi, 2011, ISBN 978-88-062-0888-2.
- La metà del mio tempo, traduzione di Maria Nicola, a cura di Inés Blanca, Prefazione di  Miguel Marías, Collana Frontiere, Torino, Einaudi, 2024, ISBN 978-88-062-6142-9.

### Articoli
- Pasiones pasadas (1991)
- Literatura y fantasma (1993; n. ed., 2001)
- Vida del fantasma (1995; n. ed., 2001)
- Selvaggi e sentimentali: parole di calcio (Salvajes y sentimentales: letras de fútbol, 2000), trad. di Glauco Felici, Torino, Einaudi, 2002, ISBN 88-06-15742-6.
- Dove tutto è accaduto: all'uscita dal cinema (Donde todo ha sucedido: al salir del cine, 2005), trad. di Marina Cianferoni, Prefazione di Fabrizio Dall'Aglio, Bagno a Ripoli, Passigli, 2008, ISBN 978-88-368-1124-3.
- Aquella mitad de mi tiempo: al mirar atrás (2008)
- Los villanos de la nación. Letras de política y sociedad (2010)
- Lección pasada de moda. Letras de lengua (2012, 49 articoli sulla lingua spagnola, a cura di Alexis Grohmann)
- da «El Semanal»:
  - Mano de sombra (1997, articoli 1995-97)
  - Seré amado cuando falte (1999, articoli 1997-99)
  - A veces un caballero (2001, articoli 1999-01)
  - Faranno di me un criminale (Harán de mí un criminal, 2003, articoli 2001-02), trad. di Marina Cianferoni e Andrea Livini, Bagno a Ripoli, Passigli, 2007, ISBN 88-368-0936-7.
- da «El País Semanal»:
  - El oficio de oír llover (2005, articoli 2003-05)
  - Demasiada nieve alrededor (2007, articoli 2005-07)
  - Lo que no vengo a decir (2009, articoli 2007-09)
  - Ni se les ocurra disparar, (2011, articoli 2009-11)
  - Tiempos ridículos (2013, articoli 2011-13)
  - Juro no decir nunca la verdad (2015, articoli 2013-15)
  - Cuando los tontos mandan (2018, articoli 2015-17)
  - Cuando la sociedad es el tirano (2019, articoli 2017-19)
  - ¿Será buena persona el cocinero? (2022, articoli 2019-21)

### Letteratura per l'infanzia
- Vieni a prendermi (Ven a buscarme, 2011), trad. di Ilide Carmignani, Roma, Gallucci, 2012, ISBN 978-88-6145-394-4.

### Interviste
- Voglio essere lento. Conversazioni con Elide Pittarello, Bagno a Ripoli, Passigli, 2010, ISBN 978-88-368-1194-6. [2 discorsi tenuti nel maggio 2004 e nel giugno 2009]

### Traduzioni dall'inglese allo spagnolo
- Thomas Hardy, El brazo marchito y otros relatos (1974)
- Thomas Bernhard, Trastorno (1974)
- Laurence Sterne, La vida y las opiniones del caballero Tristram Shandy. Los sermones de Mr. Yorick (1978)
- Robert Louis Stevenson, De vuelta del mar (1980)
- Joseph Conrad, El espejo del mar (1981)
- Isak Dinesen, Ehrengard (1984)
- Thomas Hardy, El violinista ambulante (1984)
- William Butler Yeats, El crepúsculo celta (1985)
- Thomas Browne, Religio Medici. Hydriotaphia (1986)
- Martin Armstrong, El fumador de pipa (1989), in Cuentos únicos
- Winston Churchill, Hombre al agua (1989), in Cuentos únicos
- Lawrence Durrell, Las cerezas (1989), in Cuentos únicos
- Richard Middleton, Cómo se hace un hombre (1989), in Cuentos únicos
- Ronald Ross, El anillo de fuego (1989), in Cuentos únicos
- John Ashbery, Autorretrato en espejo convexo (1990)
- W. H. Auden, Un poema no escrito (1996)
- Wallace Stevens, Notas para una ficción suprema (1996)
- William Faulkner, Si yo amaneciera otra vez (1997)
- Vladimir Nabokov, Desde que te vi morir (1999)
- M. P. Shiel, La mujer de Huguenin (2000)
- Richmal Crompton, Bruma (2001)

## Curiosità
- Dal 1997, con il nome di Xavier I, fu sovrano del Regno di Redonda, un regno fittizio ubicato sull'isola disabitata di Redonda nell'arcipelago delle Antille, oggi dipendenza del piccolo Stato caraibico di Antigua e Barbuda[8].